# Quer durch Deutschland 1911
Il Quer durch Deutschland 1911 (it.: Giro di Germania 1911), precursore del Deutschland Tour, prima storica edizione della corsa, si svolse dal 21 al 27 maggio 1911 su un percorso di 1 493 km. La vittoria fu appannaggio del tedesco Hans Ludwig, che completò il percorso in 54h 48' 11" (32 punti) precedendo i connazionali Adolf Huschke e Hans Hartmann.
La manifestazione nacque come emulazione delle esperienze già fatte in Francia con il Tour de France e in Italia con il Giro d'Italia: per la prima volta venne organizzata una corsa a tappe che attraversava buona parte del territorio tedesco; tuttavia l'esperienza rimase isolata fino al 1922.

## Tappe
| Tappa | Data      | Percorso                   | km  | Vincitore di tappa | Leader cl. generale |
| ----- | --------- | -------------------------- | --- | ------------------ | ------------------- |
| 1ª    | 21 maggio | Breslavia > Dresda         | 256 | Hans Ludwig        | Hans Ludwig         |
| 2ª    | 22 maggio | Dresda > Erfurt            | 301 | Adolf Huschke      | Adolf Huschke       |
| 3ª    | 23 maggio | Erfurt > Norimberga        | 262 | Adolf Huschke      | Adolf Huschke       |
|       | 24 maggio | giorno di riposo           |     |                    |                     |
| 4ª    | 25 maggio | Norimberga > Mannheim      | 276 | Erich Aberger      | ?                   |
| 5ª    | 26 maggio | Mannheim > Bingen am Rhein | 273 | Thomas Hartmann    | ?                   |
| 6ª    | 27 maggio | Colonia > Aquisgrana       | 125 | Erich Aberger      | Hans Ludwig         |

## Dettagli delle tappe

### 1ª tappa
- 21 maggio: Breslavia > Dresda – 256 km

Risultati
| Pos. | Corridore      | Squadra     | Punti/Tempo  |
| ---- | -------------- | ----------- | ------------ |
| 1    | Hans Ludwig    | Continental | 1 (8h33'07") |
| 2    | Paul Suter     | -           | 2 (a 1")     |
| 3    | Gustav Schulze | -           | 3 (a 12'47") |

| Pos. | Corridore   | Squadra     | Punti/Tempo  |
| ---- | ----------- | ----------- | ------------ |
| 1    | Hans Ludwig | Continental | 1 (8h33'07") |

### 2ª tappa
- 22 maggio: Dresda > Erfurt – 301 km

Risultati
| Pos. | Corridore     | Squadra     | Punti/Tempo   |
| ---- | ------------- | ----------- | ------------- |
| 1    | Adolf Huschke | Continental | 1 (12h08'00") |
| 2    | Erich Aberger | Polack      | 2 (a 8'00")   |
| 3    | Hans Ludwig   | Continental | 3 (s.t.)      |

| Pos. | Corridore   | Squadra     | Punti/Tempo   |
| ---- | ----------- | ----------- | ------------- |
| 1    | Hans Ludwig | Continental | 4 (20h41'07") |

### 3ª tappa
- 23 maggio: Erfurt > Norimberga – 262 km

Risultati
| Pos. | Corridore      | Squadra     | Punti/Tempo  |
| ---- | -------------- | ----------- | ------------ |
| 1    | Adolf Huschke  | Continental | 1 (9h21'00") |
| 2    | Gustav Schulze | -           | 2 (s.t.)     |
| 3    | Jakob Meck     | Continental | 3 (s.t.)     |

| Pos. | Corridore     | Squadra     | Punti/Tempo   |
| ---- | ------------- | ----------- | ------------- |
| 1    | Adolf Huschke | Continental | 9 (30h21'55") |

### 4ª tappa
- 25 maggio: Norimberga > Mannheim – 276 km

Risultati
| Pos. | Corridore       | Squadra     | Punti/Tempo   |
| ---- | --------------- | ----------- | ------------- |
| 1    | Erich Aberger   | Polack      | 1 (10h16'00") |
| 2    | Hans Hartmann   | Continental | 2 (a 15'00")  |
| 3    | Wilhelm Siewert | -           | 3 (s.t.)      |

| Pos. | Corridore | Squadra | Punti/Tempo |
| ---- | --------- | ------- | ----------- |
| 1    | ?         | ?       | ?           |

### 5ª tappa
- 26 maggio: Mannheim > Bingen am Rhein – 273 km

Risultati
| Pos. | Corridore       | Squadra     | Punti/Tempo |
| ---- | --------------- | ----------- | ----------- |
| 1    | Thomas Hartmann | Continental | 1 (?)       |
| 2    | Richard Weise   | -           | 2 (?)       |
| 3    | Johann Hohe     | -           | 3 (?)       |

| Pos. | Corridore | Squadra | Punti/Tempo |
| ---- | --------- | ------- | ----------- |
| 1    | ?         | ?       | ?           |

### 6ª tappa
- 27 maggio: Colonia > Aquisgrana – 125 km

Risultati
| Pos. | Corridore       | Squadra     | Punti/Tempo  |
| ---- | --------------- | ----------- | ------------ |
| 1    | Erich Aberger   | Polack      | 1 (3'51'03") |
| 2    | Hans Ludwig     | Continental | 2 (?)        |
| 3    | Wilhelm Siewert | -           | 3 (?)        |

| Pos. | Corridore     | Squadra     | Punti/Tempo |
| ---- | ------------- | ----------- | ----------- |
| 1    | Hans Ludwig   | Continental | 32          |
| 2    | Adolf Huschke | Continental | 34          |
| 3    | Hans Hartmann | Continental | 39          |

## Classifiche finali

### Classifica generale
| Pos. | Corridore       | Squadra            | Punti |
| ---- | --------------- | ------------------ | ----- |
| 1    | Hans Ludwig     | Continental        | 32    |
| 2    | Adolf Huschke   | Continental        | 34    |
| 3    | Hans Hartmann   | Continental        | 39    |
| 4    | Jakob Meck      | Continental        | 43    |
| 5    | Erich Aberger   | Polack-Continental | 49    |
| 6    | Gustav Schulze  | -                  | 51    |
| 7    | Thomas Hartmann | Continental        | 54    |
| 8    | Richard Weise   | -                  | ?     |
| 9    | Johann Hohe     | -                  | ?     |
| 10   | August Braun    | -                  | ?     |